# Raúl Jara
Raúl Jara (San Baudilio de Llobregat, 17 de abril de 1980) es un expiloto de motociclismo español, que compitió en el Campeonato del Mundo de Motociclismo en 2001 y 2002.

## Biografía
Debuta en el Mundial en la categoría de 125cc en 2001 con el equipo MS Aprilia LCR, disputando todas las carreras de la temporada y acabando en el puesto 26 de general. Al año siguiente, da el salto aa la cilindrada del cuarto de litro, acabando la temporada en la posición 25.º.
Aparcada su actividad mundialista, disputa el Campeonato de España de Velocidad en la categoría Supersport, acabando subcampeón en 2003 y octavo en 2004.

## Resultados en el Campeonato del Mundo
Sistema de puntuación de 1993 hasta 2022:
| Posición | 1.º | 2.º | 3.º | 4.º | 5.º | 6.º | 7.º | 8.º | 9.º | 10.º | 11.º | 12.º | 13.º | 14.º | 15.º |
| Puntos   | 25  | 20  | 16  | 13  | 11  | 10  | 9   | 8   | 7   | 6    | 5    | 4    | 3    | 2    | 1    |

### Carreras por año
| Año  | Cat.  | Moto    | 1       | 2       | 3      | 4       | 5      | 6      | 7      | 8       | 9      | 10      | 11     | 12     | 13      | 14      | 15      | 16      | Ptos. | Pos. |
| ---- | ----- | ------- | ------- | ------- | ------ | ------- | ------ | ------ | ------ | ------- | ------ | ------- | ------ | ------ | ------- | ------- | ------- | ------- | ----- | ---- |
| 2001 | 125cc | Aprilia | JPN Ret | RSA 24  | ESP 19 | FRA Ret | ITA 17 | CAT 23 | NED 14 | GBR 22  | GER 23 | CZE Ret | POR 14 | VAL 25 | PAC 11  | AUS 24  | MAL 18  | BRA 18  | 9     | 26.º |
| 2002 | 250cc | Aprilia | JPN 15  | RSA Ret | ESP 16 | FRA 19  | ITA 17 | CAT 15 | NED 13 | GBR Ret | GER 17 | CZE 15  | POR 11 | BRA 16 | PAC Ret | MAL Ret | AUS Ret | VAL Ret | 11    | 25.º |

| Color     | Resultado                                                               |
| --------- | ----------------------------------------------------------------------- |
| Oro       | Ganador                                                                 |
| Plata     | 2.ª plaza                                                               |
| Bronce    | 3.ª plaza                                                               |
| Verde     | Finalizó en los puntos                                                  |
| Azul      | Finalizó sin puntos                                                     |
| Azul      | NC - No clasificado                                                     |
| Violeta   | Ret - No terminó (Carrera)                                              |
| Rojo      | DNQ - No se clasificó                                                   |
| Negro     | DSQ - Descalificado                                                     |
| Blanco    | DNS - No empezó (carrera)                                               |
| Blanco    | WD - Retirado (fin de semana)                                           |
| Blanco    | C - Carrera cancelada                                                   |
| Sin color | DNP - Inscrito pero no participó                                        |
| Sin color | INJ - Lesionado                                                         |
| Sin color | EX - Excluido                                                           |
| Estado    | Resultado                                                               |
| Negrita   | Pole position                                                           |
| Cursiva   | Vuelta rápida                                                           |
| †         | Abandona, pero clasifica al completar el porcentaje requerido para ello |